# Sant Serni de Castellet
L'església de Sant Serni de Castellet, o Sant Sadurní de Castellet (actualment desapareguda) fou en un origen capella del Castellet de Llimiana, l'emplaçament del qual es desconeix, i fou lligada més tard com a sufragània a la parròquia de Sant Miquel de la Vall.
És esmentada des del 1077 (o abans, car consta en un document del segle xi sense data) fins al 1526, en documents notarials dels comtes de Pallars.
Sembla poc probable l'adscripció d'aquesta església al poble de Sant Martí de Barcedana, que han fet alguns estudiosos, per la qual cosa caldrà continuar investigant dades sobre aquesta església.
Actualment no es té cap mena de notícia sobre el seu emplaçament exacte.